# Epe (Westfalen)
Epe (Westfalen) is een plaats in de Duitse gemeente Gronau, deelstaat Noordrijn-Westfalen.
Epe neemt sedert het per 1 januari 1975 bij Gronau werd gevoegd, de zuidelijke helft van deze gemeente in. De plaats heeft volgens de gemeentewebsite van Gronau 15.321 inwoners per 31 december 2020.

## Ligging, infrastructuur
De kern van Epe ligt 3 à 4 kilometer ten zuiden van het centrum van Gronau. 
Van origine wordt het dorp Epe door talrijke gehuchten (Bauerschaften) omgeven. Aan de noordkant van Epe hebben deze voor woningbouw en bedrijventerreinen plaats gemaakt, aan de zuidkant zijn deze gebieden, o.a. Brinkerhook, nog boerenland, met daarin verspreid staande boerderijen.
De west<>oost verlopende Bundesstraße 54 scheidt Epe van Gronau-stad. Deze hoofdweg loopt van de Nederlandse grens bij Enschede noordelijk langs Epe naar  de circa 6 km oostwaarts gelegen afrit 30 van de Autobahn 31 Oost-Friesland - Ruhrgebied. Deze afrit is als klaverbladknooppunt uitgevoerd. Een hoofdweg in zuidoostelijke richting verbindt Epe met Heek, 6 km ten zuidoosten van Epe.
Epe heeft een station aan de spoorlijn Dortmund - Gronau - Enschede.

## Geschiedenis, economie
De naam Epe, dezelfde als die van de Nederlandse gemeente Epe, is volgens o.a. Van Berkel en Samplonius afgeleid van een vroeg-Germaans of misschien zelfs voor-Germaans woord *apa, dat "waterloop" betekent. Het oudste document waarin de naam van het dorp voorkomt, dateert uit het jaar 1188 en wordt in het Rijksarchief Utrecht bewaard. In de middeleeuwen regeerden hier de baronnen Von Plettenberg. In de Tachtigjarige Oorlog, in 1583, 1588 en 1593, werd het dorp door plunderende soldatenbendes in brand gestoken.  Ook in oktober 1882 trof een catastrofale brand Epe. In 1875 werd de spoorlijn Gronau-Dortmund geopend, en kreeg Epe een station aan deze lijn.
Epe heeft een soortgelijke industriële geschiedenis als Gronau, ook hier hebben twee textielfabrieken gestaan. De ene, Laurenz, bestond van 1882 tot 1967; de andere, Germania, van de Enschedese textielmagnatenfamilie Jannink, van 1897 tot 1992. Het voormalige fabrieksgebouw van Germania werd in 2009 door brand verwoest.
In 1938 begon ook te Gronau en Epe de door Adolf Hitlers nazi's in heel Duitsland uitgevoerde vervolging en uitmoording van Joden. Alle Joden uit Epe kwamen om in de kampen. Kort na de oorlog moesten Gronau en Epe vele Heimatvertriebene, Duitsers uit o.a. het in 1945 Pools geworden Silezië, huisvesten. Aan de oostkant van Epe verrees daartoe rond 1950 de nieuwe woonwijk Rübezahl-Siedlung, genoemd naar de mythische figuur Rübezahl uit het Reuzengebergte.
Belangrijk voor Epe is tegenwoordig vooral de keukenzoutwinning onder de veengebieden ten westen van het dorp. Jaarlijks wordt circa twee miljoen ton zout in water opgelost, omhoog gepompt en in pijpleidingen naar fabrieken van Solvay in Rheinberg en in België en het Chemiepark Marl gepompt. De lege zoutkoepels dienen voor opslag van o.a. aardolie en aardgas. Ook een deel van de Nederlandse aardgasreserve wordt hier bewaard.  In april 2014 deed zich hier een ernstige lekkage van aardolie uit een ondergrondse olieopslagplaats voor. Op 200 à 300 meter diepte raakte een oliepijpleiding lek. Circa 53.000 liter aardolie belandde vanuit de op duizend meter diepte liggende koepel aan het aardoppervlak en veroorzaakte zware milieuverontreiniging. In 2017 was de bodemsanering voltooid. De schade liep in de tientallen miljoenen euro's.
Aan de noordwestkant, bij de B 54, en aan de zuidoostkant van Epe liggen twee tamelijk uitgestrekte bedrijventerreinen voor het midden- en kleinbedrijf.

## Bezienswaardigheden
Het meest markante gebouw van Epe is de rooms-katholieke Sint-Agathakerk.
Ten westen van Epe liggen talrijke hoogveengebieden, die gedeeltelijk natuurreservaat zijn. Deze lopen helemaal door tot het Aamsveen op Nederlands grondgebied.

## Afbeeldingen

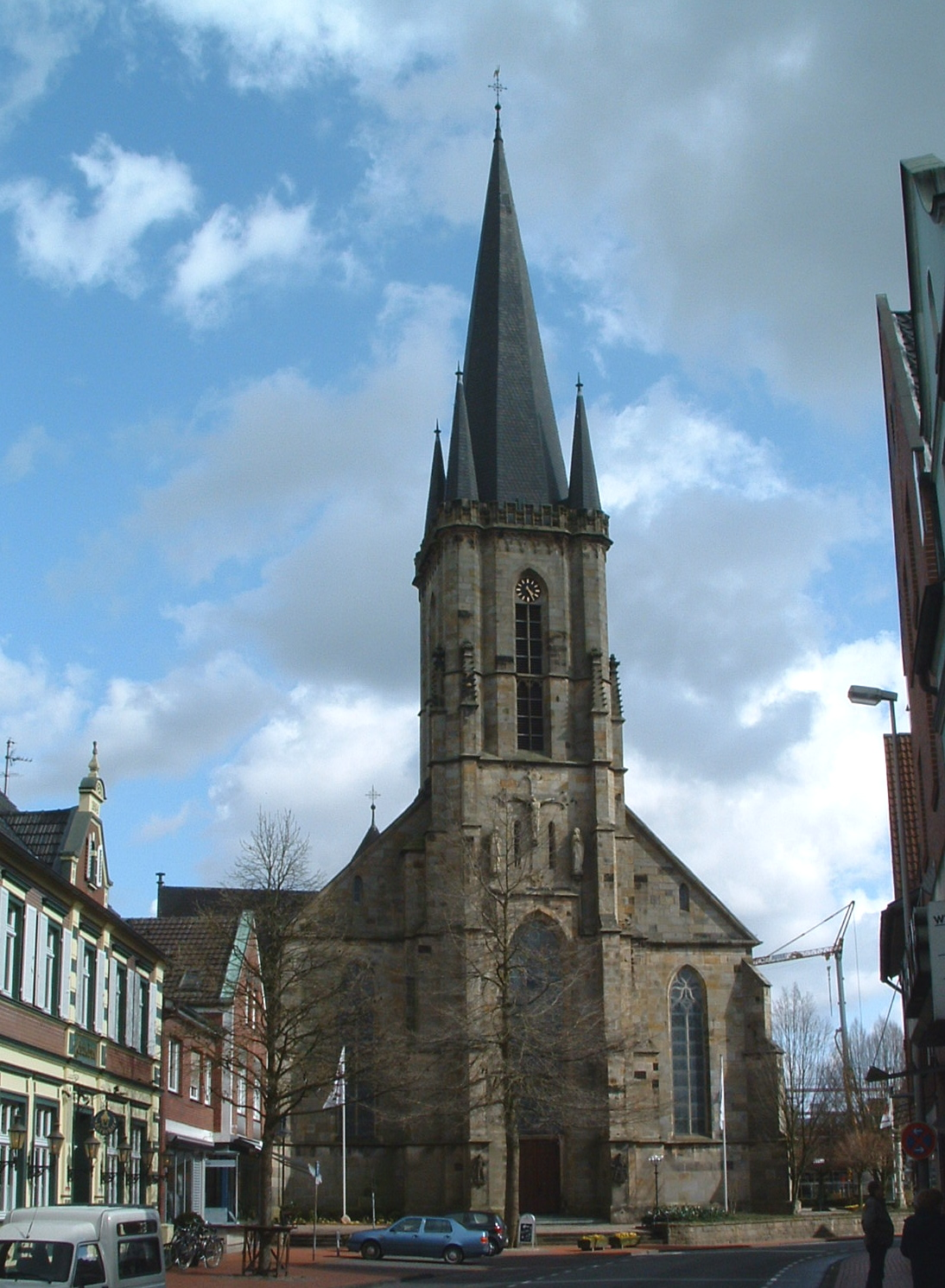
Epe, Sint-Agathakerk
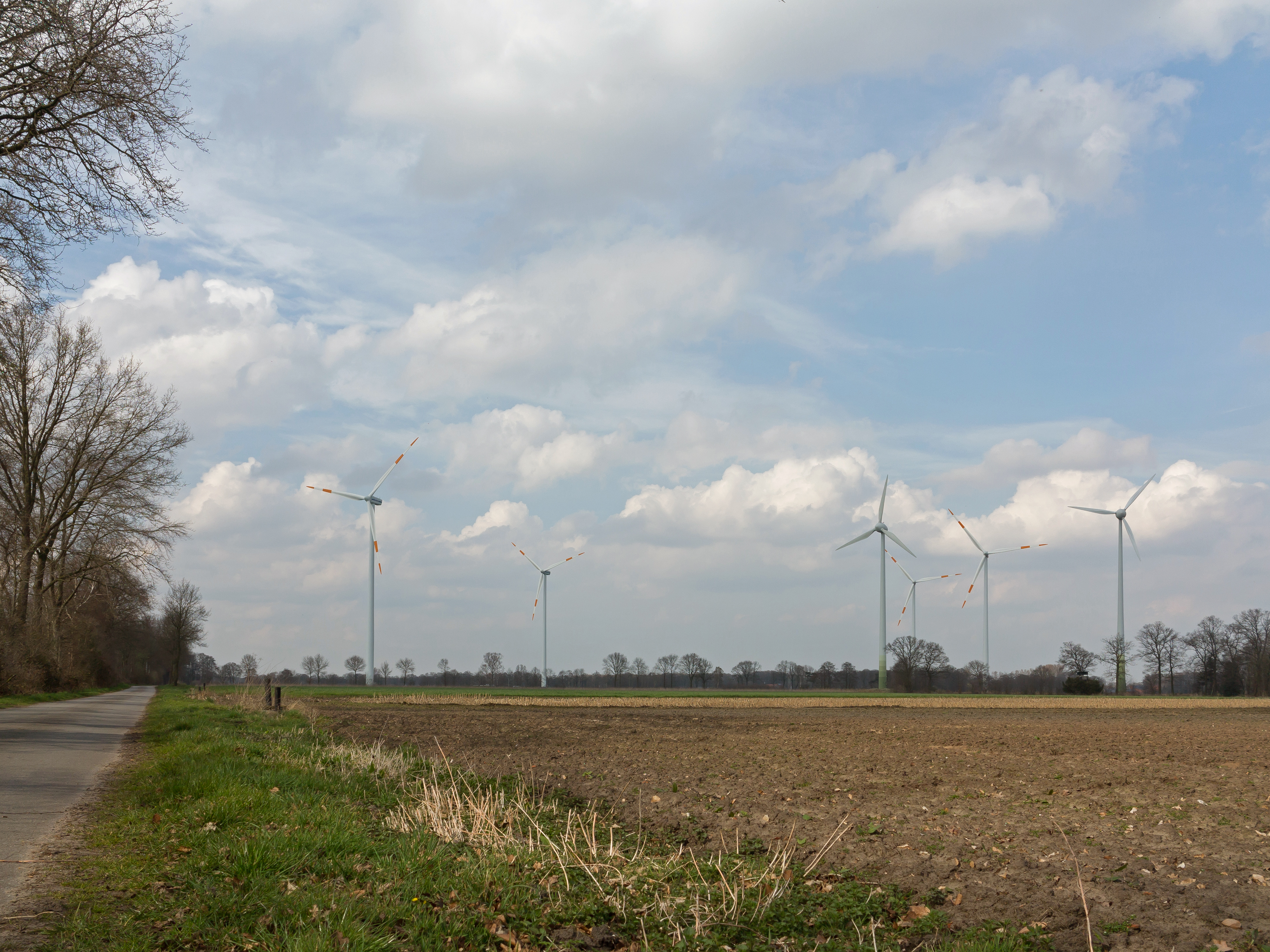
Tussen Brinkerhook en Heek, moderne windmolens
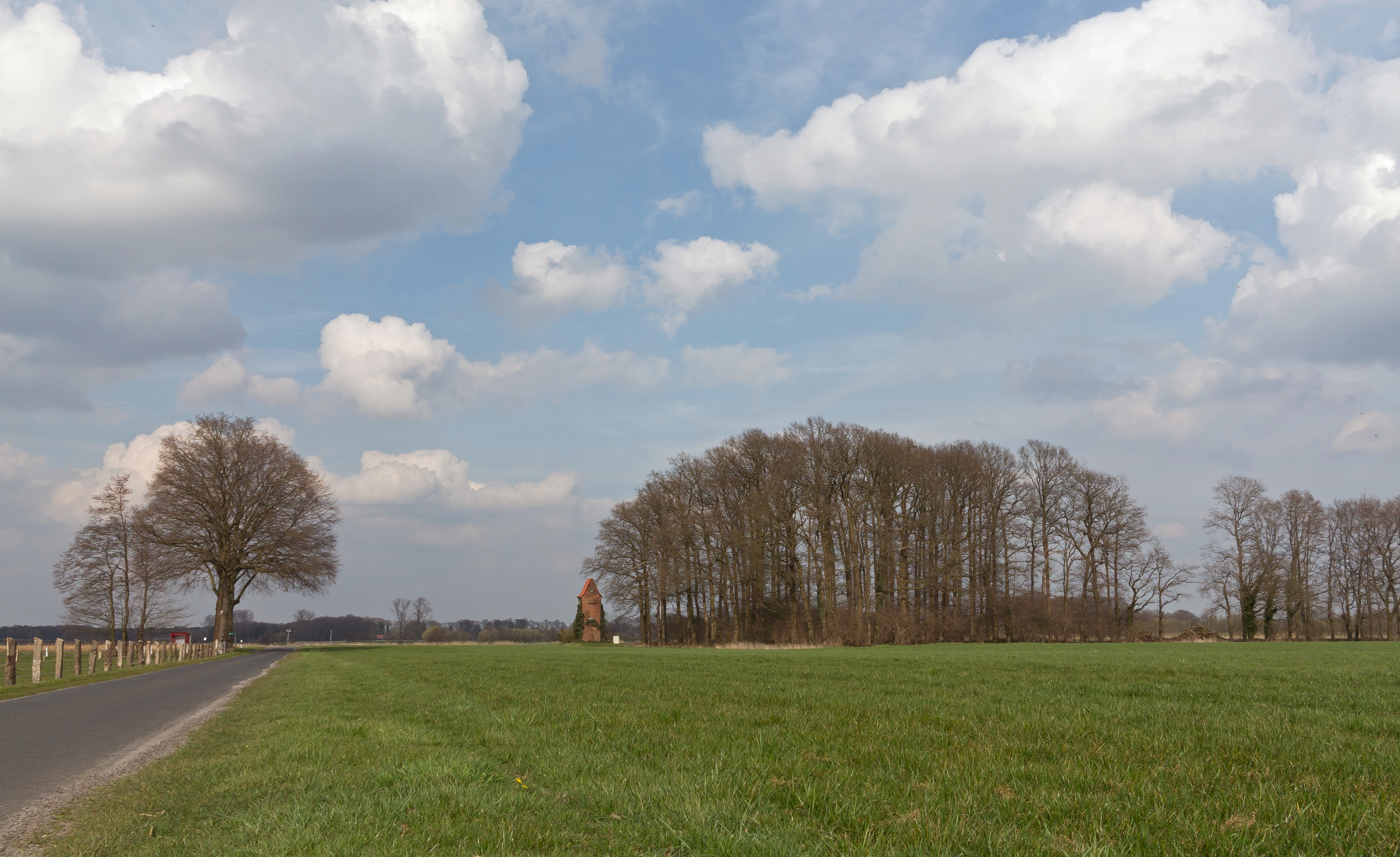
Brinkerhook, straatzicht